# Globus Jagielloński

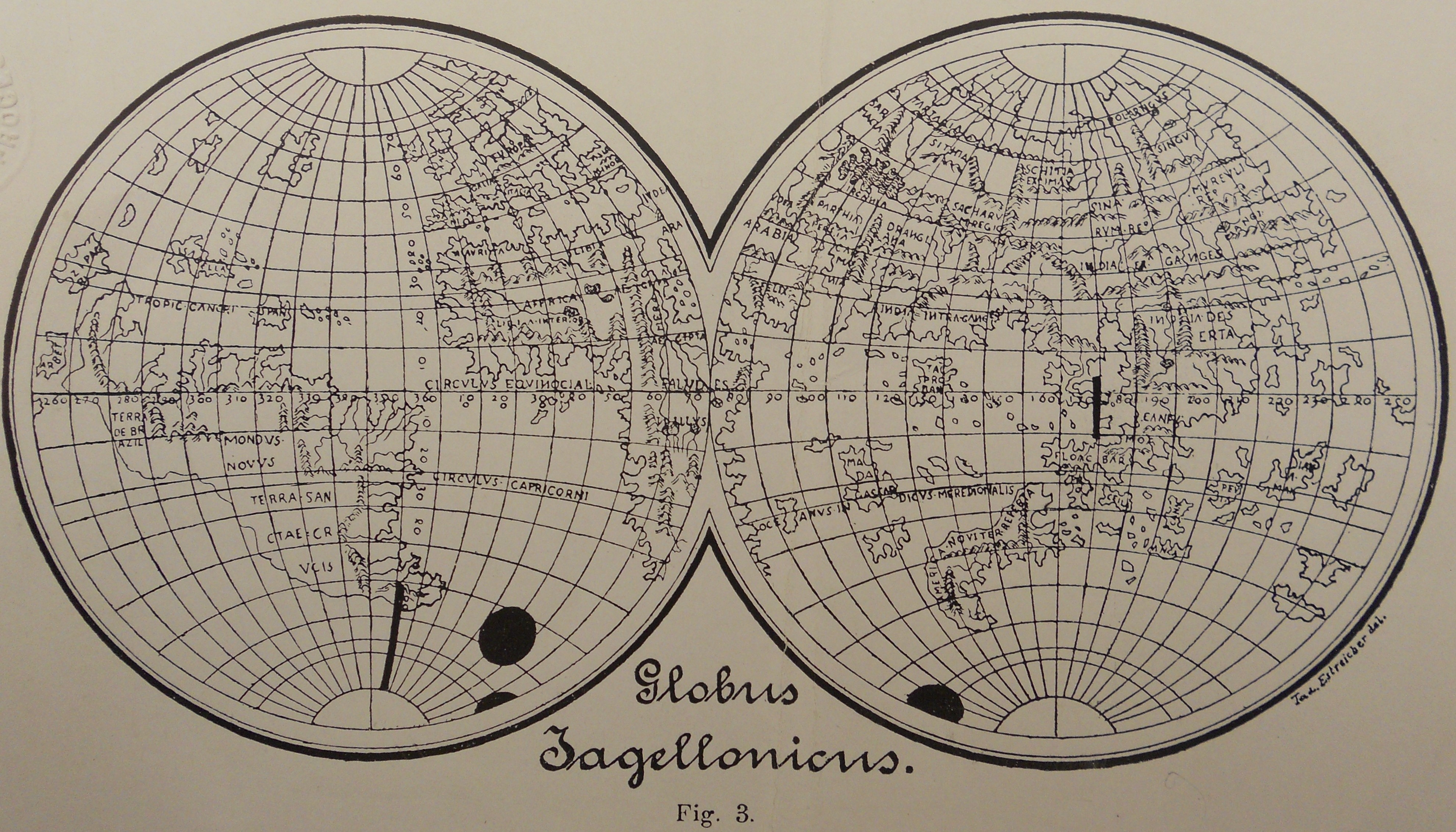
Globus Jagellonicus. Tadeusz Estreicher delineavit. Ill. No. 3, Tadeusz Estreicher, Globus Biblioteki Jagiellońskiej z początku wieku XVI, w Krakowie, Nakładem Akademii Umiejętności, 1900.

Globus Jagielloński – jeden z pierwszych globusów w historii kartografii (ok. 1510 rok), a zarazem jeden z najstarszych zachowanych, na którym zaznaczono nowy kontynent, Amerykę Północną. Jest pozłacany i ma wielkość sporego jabłka. Przechowywany w Muzeum Uniwersytetu Jagiellońskiego w Collegium Maius w Krakowie.

## Opis
Jedyny starszy globus, na którym widnieje Ameryka, autorstwa Martina  Waldseemüllera, pochodzi z 1507 roku. Oryginalny globus jednak się nie zachował, pozostały jedynie dwie kopie map przygotowane do wycięcia i naklejenia na kule. Jedyna zachowana kopia mapy Waldseemüllera jest przechowywana w Bibliotece Kongresu Stanów Zjednoczonych.
Globus Jagielloński był darem profesora Jana Brożka (1585–1652), matematyka i astronoma. Pochodzi prawdopodobnie z północnych Włoch lub południa Francji z pierwszej połowy XVI wieku. Najprawdopodobniej autorem mapy powstałej ok. 1508 roku jest Francesco Roselli.
Ameryka Południowa jest opisana jako Mundus Novus oraz Terra de Brazil. Natomiast Amerykę Północną podpisano jako: America terra noviter reperta (Ameryka świeżo odkryta) – jednak jest ona przedstawiona jako wyspa na Oceanie Indyjskim. Natomiast na globusie Polska razem z Litwą tworzy Sarmację.
Globus swą nazwę zawdzięcza profesorowi Tadeuszowi Estreicherowi, a przyczynkiem było miejsce jego przechowywania w Bibliotece Jagiellońskiej.
Globus Jagielloński powstał prawdopodobnie w tym samym warsztacie rzemieślniczym co Globus Lenoxa przechowywany w Nowojorskiej Bibliotece Publicznej. Globus Lenoxa jest o połowę większy. Również ma wyrytą Ameryką Południową, która podobnie jak na Globusie Jagiellońskim, jest opisana bez użycia słowa „Ameryka”. Na oceanie indyjskim posiada wyspę, jak Globus Jagielloński, jednak nie została ona opisana.